# Калиновський Олег Олександрович
Олег Олександрович Калиновський (21 лютого 1973, Севастополь) — український архітектор.
У 1996 році закінчив архітектурний факультет української академії мистецтв. Працював у проєктному інституті «Київпроект», творчій майстерні «Вісак», творчій майстерні«Абріс».
Член Спілки архітекторів України з 2008 року.

## Проєкти
- Забудова житлового мікрорайону "Оазис" (3-А) на Оболоні в м.Києві, в авторському колективі під керівництвом архітектора Валентина Ісака (1999-2007), претендент на Державну премію України в галузі архітектури 2008 року.
- Оболонська набережна (2000-2017)
- Храм Різдва Христового на Оболоні в м. Києві (2002-2007)
- Храм преподобного Сергія Радонезького (на Солом'янці) у м. Києві (2004-2020)
- Кафедральний Собор Воскресіння Христового в Києві (2007-2010)
- Парк "Наталка" в Оболонському районі м. Києва (2012-2020)[1]
- Храм Святої Трійці з культурно-просвітницьким центром на Троїцькій площі (Київ) (2017-2020)

### Парк «Наталка»
Сучасний парк в Києві, охоплює протяжну територію вздовж берега Дніпра поруч з Оболонською набережною. З'явився в результаті реконструкції занедбаної прибережної території в 2017 році. Став широко відомий після висловлювання Віталія Кличка, який назвав «Наталку» зразком для всіх столичних парків: «Парк Наталка є золотим стандартом. Я вважаю, що це краще, ніж Центральний парк Нью-Йорка. Адже там немає такого дивного вигляду на Дніпро». Після цього розгорнулася дискусія в урбаністичному та архітектурному середовищі Про архітектурну якість цього ландшафтного твору. Одне з найбільш ємних думок, архітекторів-ландшафтників таке: "як для Києва, парк Наталка заслуговує оцінки п'ять з мінусом. Для світової практики-на трієчку. Але важливо зрозуміти: те, що подібна реконструкція відбулася, — це вже добре»..

### Храм Різдва Христового
Невелика церква з цікавою архітектурою, споруджена в 2005-2007 роках разом з мікрорайоном «Оазис» як архітектурна домінанта на Оболонській набережній. Серед інших церков 2000-х років побудови її виділяють модерністські куполи з синього скла. За словами краєзнавця м. Кальницького, виявився знаковим проєктом для жителів м. Києва та Оболоні.